# Eccellenza Lazio 2024-2025
Il campionato italiano di calcio di Eccellenza regionale 2024-2025 è stato il 34º organizzato in Italia. Rappresenta il quinto livello del calcio italiano. La stagione regolare è iniziata l'8 settembre 2024 ed è terminata il 13 maggio 2025. Le gare di spareggio e play-out si sono tenute il 18 maggio.
Il girone A è stato vinto dal Valmontone, al suo primo titolo, mentre il girone B è stato vinto dall'UniPomezia, al suo secondo titolo.
Tutte le squadre iscritte al campionato di Eccellenza hanno diritto a partecipare alla fase regionale della Coppa Italia Dilettanti.

## Stagione

### Aggiornamenti
Il campionato di Eccellenza Lazio è composto da 36 squadre divise in due gironi da 18.
Ad inizio stagione il Comitato Regionale ha diramato il comunciato con il quale annuncia gli organici della stagione in corso.
Scendono dalla serie superiore il NF Ardea (che riprenderà il nome di Team Nuova Florida), la Boreale DonOrione e il Tivoli. Dalla promozione invece salgono le vincitrici dei cinque gironi ovvero Arce, Rieti, Fiumicino, Città di Paliano e Sorianese.
A completamento di organico vengono ripescate 2 squadre, individuate tramite apposita graduatoria: Ottavia e Real Cassino
A inizio stagione avvengono le seguenti fusioni e cambio di denominazioni sociali:
- Il Vicovaro cede il titolo sportivo al Parioli[6]
- La Faul Cimini aggiunge Viterbo alla sua denominazione.

### Formula
Il campionato di Eccellenza Lazio è composto da 36 squadre divise in due gironi da 18. In materia di promozioni e retrocessioni fa fede il Comunicato Ufficiale del Comitato Regionale Lazio.

#### Promozioni
Come da comunicato ufficiale, le società classificatesi al 1º posto di ciascun girone verranno ammesse alla stagione successiva di Serie D, mentre le squadre classificatesi al 2º posto verranno ammesse alla disputa dei play-off nazionali.

#### Retrocessioni
Come da comunicato ufficiale al termine della stagione retrocederanno al Campionato di Promozione quattro squadre per ciascun girone, così distinte:
- Società classificate al 17º e 18º posto;
- Le ulteriori due squadre verranno individuate mediante la disputa di gare di play-out: le squadre classificate al 13º, 14º, 15º e 16º posto verranno abbinate tra loro (13ª classificata/16ª classificata; 14ª classificata/15ª classificata) e con gara unica ad eliminazione diretta, da disputarsi in casa della squadra con la migliore classifica. Non verrà disputata la gara di play-out se tra due società ci sarà un divario superiore a 8 punti in classifica.

Questi i gironi organizzati dal comitato regionale della regione Lazio.

## Girone A

### Squadre partecipanti
| Club                             | Città (provincia)       | Stadio                                                                | Stagione precedente                                       |
| -------------------------------- | ----------------------- | --------------------------------------------------------------------- | --------------------------------------------------------- |
| U.S.D. Academy Ladispoli         | Ladispoli (RM)          | Angelo Sale, Ladispoli                                                | 15º posto in Eccellenza girone A                          |
| A.S.D. Aranova                   | Aranova (RM)            | Le Muracciolie "A", Fiumicino                                         | 10º posto in Eccellenza girone A                          |
| A.S.D. Aurelia Antico Aurelio    | Roma                    | Antonio Sbardella, Primavalle, Municipio Roma XIII                    | 8º posto in Eccellenza girone A                           |
| A.S.D. Boreale                   | Roma                    | Don Orione, Roma                                                      | 17º posto in Serie D girone G, retrocesso                 |
| S.S.D. Certosa                   | Roma                    | Certosa, quartiere Centocelle, Municipio Roma V                       | 4º posto in Eccellenza girone B                           |
| A.S.D. Civitavecchia Calcio 1920 | Civitavecchia (RM)      | Vittorio Tamagnini, Civitavecchia                                     | 5º posto in Eccellenza girone A                           |
| S.S.D. Colleferro Calcio         | Colleferro (RM)         | Andrea Caslini, Colleferro                                            | 8º posto in Eccellenza girone B                           |
| A.S.D. Faul Cimini Viterbo       | Vignanello (VT)         | Comunale, Vignanello                                                  | 7º posto in Eccellenza girone A                           |
| A.S.D. Fiumicino 1926            | Fiumicino (RM)          | Pietro Desideri, Fiumicino                                            | 1º posto in Promozione girone C, promosso                 |
| A.S. LUISS S.S.D.                | Roma                    | Campo Real Fettuccina "A", quartiere Tor di Quinto, Municipio Roma XV | 12º posto in Eccellenza girone A                          |
| SSDARL Ottavia                   | Roma                    | Ivo Di Marco, quartiere Ottavia, Municipio Roma XIV                   | 4º posto in Promozione girone C, ripescata                |
| Pomezia Calcio 1957              | Pomezia (RM)            | Comunale, Pomezia                                                     | 4º posto in Eccellenza girone A                           |
| A.S.D. Sorianese                 | Soriano nel Cimino (VT) | Stadio Comunale "Celso Perugini", Soriano nel Cimino                  | 1º posto in Promozione girone A; promosso                 |
| F.C. Rieti 1936                  | Rieti                   | Stadio Centro d'Italia-Manlio Scopigno, Rieti                         | 1º posto in Promozione girone B, promosso                 |
| S.S. Romulea                     | Roma                    | "Roma", quartiere San Giovanni, Municipio Roma VII                    | 11º posto in Eccellenza girone A                          |
| Tivoli Calcio 1919               | Tivoli (RM)             | Stadio Olindo Galli, Tivoli                                           | 14º posto in Serie D girone F, retrocesso dopo i play-out |
| SSDARL Valmontone 1921           | Valmontone (RM)         | Elio Mastrangeli, Zagarolo                                            | 9º posto in Eccellenza girone A                           |
| A.S.D. W3 Maccarese              | Maccarese (RM)          | Emilio Darra, Fiumicino                                               | 2º posto in Eccellenza girone A                           |

### Classifica finale
|        | Pos. | Squadra                | Pt | G  | V  | N  | P  | GF | GS | DR  |
| ------ | ---- | ---------------------- | -- | -- | -- | -- | -- | -- | -- | --- |
|        | 1.   | Valmontone             | 75 | 34 | 23 | 6  | 5  | 75 | 35 | +40 |
| [ 10 ] | 2.   | W3 Maccarese           | 67 | 34 | 18 | 13 | 3  | 68 | 30 | +38 |
|        | 3.   | Civitavecchia          | 67 | 34 | 20 | 7  | 7  | 59 | 38 | +21 |
|        | 4.   | Faul Cimini Viterbo    | 59 | 34 | 17 | 8  | 9  | 56 | 39 | +17 |
|        | 5.   | Tivoli                 | 58 | 34 | 16 | 10 | 8  | 55 | 33 | +22 |
|        | 6.   | Aranova                | 55 | 34 | 14 | 13 | 7  | 41 | 29 | +12 |
|        | 7.   | Rieti                  | 53 | 34 | 15 | 8  | 11 | 47 | 39 | +8  |
|        | 8.   | Boreale DonOrione      | 47 | 34 | 12 | 11 | 11 | 48 | 37 | +11 |
|        | 9.   | Colleferro             | 47 | 34 | 13 | 8  | 13 | 53 | 51 | +2  |
|        | 10.  | Certosa                | 46 | 34 | 12 | 10 | 12 | 52 | 40 | +12 |
|        | 11.  | Romulea                | 43 | 34 | 11 | 10 | 13 | 45 | 52 | -7  |
|        | 12.  | Pomezia                | 40 | 34 | 9  | 13 | 12 | 39 | 44 | -5  |
|        | 13.  | Aurelia Antico Aurelio | 38 | 34 | 9  | 11 | 14 | 45 | 56 | -11 |
|        | 14.  | Sorianese              | 38 | 34 | 10 | 8  | 16 | 38 | 61 | -23 |
|        | 15.  | Ottavia                | 32 | 34 | 9  | 5  | 20 | 41 | 64 | -23 |
|        | 16.  | LUISS                  | 30 | 34 | 8  | 6  | 20 | 39 | 74 | -35 |
|        | 17.  | Ladispoli              | 21 | 34 | 4  | 9  | 21 | 25 | 64 | -39 |
|        | 18.  | Fiumicino              | 21 | 34 | 5  | 6  | 23 | 23 | 63 | -40 |

Legenda:
      Promossa in Serie D 2025-2026.
      Ammessa ai play-off nazionali.
 Ai play-out.
      Retrocesse in Promozione Lazio.
Regolamento:
Tre punti a vittoria, uno a pareggio, zero a sconfitta.
In caso di arrivo a pari punti vale la classifica avulsa.
I play-out non verranno disputati se tra le squadre designate ci sarà un divario superiore agli 8 punti.
Note:
La Sorianese è stata poi ripescata in Eccellenza Lazio 2025-2026 per carenza di organici.

### Risultati

#### Tabellone
|                        | Ara  | Aur  | Bor  | Cer  | Civ  | Col  | FCV  | Fiu  | Lad  | LUI  | Ott  | Pom  | Sor  | Rie  | Rom  | Tiv  | Val  | W3M  |
| ---------------------- | ---- | ---- | ---- | ---- | ---- | ---- | ---- | ---- | ---- | ---- | ---- | ---- | ---- | ---- | ---- | ---- | ---- | ---- |
| Aranova                | –––– | 1-2  | 2-2  | 2-3  | 1-0  | 0-0  | 0-0  | 1-0  | 1-1  | 3-0  | 3-2  | 0-0  | 1-1  | 0-0  | 2-1  | 2-1  | 2-0  | 0-0  |
| Aurelia Antico Aurelio | 1-2  | –––– | 0-2  | 2-3  | 1-2  | 3-0  | 1-2  | 3-1  | 2-2  | 3-0  | 2-1  | 1-1  | 4-1  | 1-3  | 2-2  | 1-1  | 1-3  | 1-1  |
| Boreale DonOrione      | 0-0  | 4-0  | –––– | 0-1  | 3-5  | 1-1  | 0-3  | 2-0  | 1-1  | 4-0  | 0-1  | 2-1  | 1-0  | 3-1  | 4-2  | 0-1  | 2-3  | 0-1  |
| Certosa                | 1-1  | 2-2  | 0-1  | –––– | 0-1  | 1-2  | 5-2  | 0-0  | 4-0  | 3-1  | 0-0  | 2-0  | 1-0  | 3-0  | 2-3  | 0-0  | 0-1  | 1-2  |
| Civitavecchia          | 3-2  | 1-2  | 1-0  | 3-2  | –––– | 2-1  | 1-3  | 2-0  | 1-0  | 1-0  | 2-1  | 4-1  | 2-1  | 1-1  | 0-0  | 0-1  | 4-2  | 2-1  |
| Colleferro             | 2-1  | 4-1  | 0-1  | 1-3  | 0-0  | –––– | 2-2  | 2-1  | 2-0  | 3-4  | 3-0  | 0-2  | 2-0  | 1-2  | 0-1  | 2-2  | 1-3  | 1-1  |
| Faul Cimini Viterbo    | 0-0  | 1-1  | 0-4  | 2-1  | 3-2  | 2-2  | –––– | 4-0  | 2-0  | 3-1  | 2-0  | 0-1  | 0-1  | 2-0  | 3-1  | 2-0  | 0-0  | 1-0  |
| Fiumicino              | 0-1  | 1-0  | 1-1  | 1-1  | 0-1  | 2-4  | 1-3  | –––– | 2-1  | 3-0  | 1-1  | 0-2  | 2-1  | 0-1  | 1-0  | 0-2  | 0-2  | 1-2  |
| Ladispoli              | 1-0  | 0-1  | 1-1  | 1-3  | 0-0  | 2-3  | 1-4  | 1-0  | –––– | 2-3  | 2-1  | 0-0  | 3-3  | 2-0  | 0-1  | 1-1  | 0-5  | 0-3  |
| LUISS                  | 1-2  | 2-2  | 0-0  | 1-4  | 0-3  | 0-1  | 3-2  | 4-1  | 1-1  | –––– | 4-2  | 1-1  | 3-0  | 1-1  | 1-1  | 0-3  | 1-2  | 1-5  |
| Ottavia                | 0-1  | 1-2  | 1-1  | 2-1  | 2-2  | 3-2  | 2-1  | 2-0  | 3-1  | 2-3  | –––– | 3-2  | 0-1  | 1-3  | 5-1  | 1-0  | 1-1  | 0-1  |
| Pomezia                | 1-1  | 0-0  | 1-1  | 2-2  | 1-3  | 3-0  | 2-2  | 3-1  | 1-0  | 0-1  | 3-1  | –––– | 0-1  | 1-2  | 3-2  | 1-1  | 1-0  | 1-1  |
| Sorianese              | 0-4  | 0-0  | 1-3  | 2-2  | 0-3  | 2-2  | 2-1  | 3-0  | 2-0  | 2-1  | 2-1  | 1-1  | –––– | 2-2  | 2-2  | 3-2  | 0-2  | 1-2  |
| Rieti                  | 0-1  | 2-0  | 3-1  | 0-0  | 1-1  | 0-1  | 2-0  | 3-0  | 2-0  | 2-0  | 3-0  | 3-1  | 4-1  | –––– | 1-1  | 1-1  | 0-1  | 1-2  |
| Romulea                | 0-1  | 1-1  | 2-1  | 1-0  | 1-2  | 3-1  | 1-2  | 1-1  | 2-0  | 2-0  | 3-0  | 1-0  | 3-1  | 0-3  | –––– | 1-3  | 1-2  | 2-2  |
| Tivoli                 | 4-2  | 3-0  | 0-0  | 2-1  | 3-2  | 1-4  | 0-1  | 3-0  | 4-0  | 2-0  | 2-1  | 2-0  | 0-1  | 2-0  | 0-0  | ––-- | 5-2  | 1-1  |
| Valmontone             | 1-1  | 3-1  | 0-0  | 2-0  | 2-0  | 1-3  | 1-1  | 5-1  | 1-0  | 3-1  | 2-0  | 4-1  | 4-0  | 4-0  | 4-0  | 3-2  | –-–– | 4-4  |
| W3 Maccarese           | 1-0  | 3-1  | 3-2  | 0-0  | 2-2  | 1-0  | 1-0  | 1-1  | 4-1  | 5-0  | 7-0  | 1-1  | 3-0  | 4-0  | 2-2  | 0-0  | 1-2  | –––– |

### Spareggi

#### Spareggio play-off nazionali
Per determinare la squadra che parteciperà ai play-off nazionali si terrà uno spareggio. Civitavecchia e W3 Maccarese si sfideranno al Francesca Gianni di San Basilio a Roma.
|               | Risultati |              | Luogo e data         |
| ------------- | --------- | ------------ | -------------------- |
| Civitavecchia | 1 - 2     | W3 Maccarese | Roma, 18 maggio 2025 |
|               |           |              |                      |

#### Play-out
|                        | Risultati   |         | Luogo e data                       |
| ---------------------- | ----------- | ------- | ---------------------------------- |
| Aurelia Antica Aurelio | 3 - 3 (dts) | LUISS   | Roma, 18 maggio 2025               |
| Sorianese              | 0 - 1       | Ottavia | Soriano nel Cimino, 18 maggio 2025 |
|                        |             |         |                                    |

## Girone B

### Squadre partecipanti
| Club                             | Città (provincia)     | Stadio                                                           | Stagione precedente                                       |
| -------------------------------- | --------------------- | ---------------------------------------------------------------- | --------------------------------------------------------- |
| U.S.D. Arce 1932                 | Arce (FR)             | Lino De Santis, Arce                                             | 1º posto in Promozione girone E, promosso                 |
| A.S.D. Astrea                    | Roma                  | Giuspeppe Falcone, quartiere Casal del Marmo, Municipio Roma XIV | 13º posto in Eccellenza girone A                          |
| A.S.D. Atletico Pontinia         | Pontinia (LT)         | Bartolomeo Ginnetti, Sabaudia                                    | 13º posto in Eccellenza girone B                          |
| SSDARL Campus Eur 1960           | Roma                  | Mario Tobia, quartiere Ostiense, Municipio Roma VIII             | 6º posto in Eccellenza girone A                           |
| A.S.D. Centro Sportivo Primavera | Aprilia (LT)          | Ci.Ma. Nuova Primavera, Aprilia                                  | 9º posto in Eccellenza girone B                           |
| A.S.D. Città di Anagni Calcio    | Anagni (FR)           | Roberto Del Bianco, Anagni                                       | 7º posto in Eccellenza girone B                           |
| S.S.D. Ferentino Calcio          | Ferentino (FR)        | Comunale "A", Ferentino                                          | 14º posto in Eccellenza girone B                          |
| A.S.D. Gaeta                     | Gaeta (LT)            | Antonio Riciniello, Gaeta                                        | 5º posto in Eccellenza girone B                           |
| Lodigiani Calcio 1972            | Roma                  | La Borghesiana "C", quartiere Borghesiana, Municipio Roma VI     | 3º posto in Eccellenza girone B                           |
| F.C.D. Monte San Biagio          | Monte San Biagio (LT) | Comunale, Monte San Biagio                                       | 10º posto in Eccellenza girone B                          |
| P.D. Montespaccato               | Roma                  | Montespaccato, quartiere Montespaccato, Municipio Roma XIII      | 3º posto in Eccellenza girone A                           |
| F.C. Parioli A.S.D.              | Roma                  | Academy Sport Center, quartiere Bufalotta, Municipio Roma III    | -                                                         |
| A.S.D. Pol. Città di Paliano     | Paliano (FR)          | Piergiorgio Tintisona, Paliano                                   | 1º posto in Promozione girone D, promosso                 |
| A.S.D. Real Cassino              | Cassino (FR)          | San Vittore, San Vittore del Lazio                               | 2º posto in Promozione girone E, ripescato                |
| A.S.D. Roccasecca T. San Tommaso | Roccasecca (FR)       | Lino Battista, Roccasecca                                        | 12º posto in Eccellenza girone B                          |
| A.S.D. Team Nuova Florida 2005   | Ardea (RM)            | Marco Mazzucchi "A", Ardea                                       | 16º posto in Serie D girone G, retrocesso dopo i play-out |
| A.S.D. UniPomezia 1938           | Pomezia (RM)          | Comunale, Pomezia                                                | 2º posto in Eccellenza girone B                           |
| A.S.D. Vis Sezze                 | Sezze (LT)            | Augusto Tasciotti, Sezze                                         | 6º posto in Eccellenza girone B                           |

### Classifica finale
|  | Pos. | Squadra                 | Pt | G  | V  | N  | P  | GF  | GS  | DR   |
|  | ---- | ----------------------- | -- | -- | -- | -- | -- | --- | --- | ---- |
|  | 1.   | UniPomezia              | 90 | 34 | 29 | 3  | 2  | 103 | 22  | +81  |
|  | 2.   | Montespaccato           | 83 | 34 | 27 | 2  | 5  | 91  | 23  | +68  |
|  | 3.   | Lodigiani               | 78 | 34 | 24 | 6  | 4  | 75  | 32  | +43  |
|  | 5.   | Ferentino               | 60 | 34 | 17 | 9  | 8  | 71  | 39  | +32  |
|  | 4.   | Gaeta                   | 58 | 34 | 16 | 10 | 8  | 67  | 42  | +25  |
|  | 5.   | Anagni                  | 57 | 34 | 17 | 6  | 11 | 59  | 42  | +17  |
|  | 7.   | Arce                    | 54 | 34 | 16 | 6  | 12 | 55  | 38  | +17  |
|  | 8.   | Vis Sezze               | 52 | 34 | 14 | 10 | 10 | 53  | 38  | +15  |
|  | 9.   | Paliano                 | 50 | 34 | 14 | 8  | 12 | 67  | 58  | +9   |
|  | 10.  | Campus Eur              | 43 | 34 | 12 | 7  | 15 | 43  | 55  | -12  |
|  | 11.  | Astrea                  | 41 | 34 | 11 | 8  | 15 | 38  | 44  | -6   |
|  | 12.  | Atl. Pontinia           | 37 | 34 | 9  | 10 | 15 | 43  | 51  | -8   |
|  | 13   | Roccasecca T.S.T.       | 37 | 34 | 9  | 10 | 15 | 32  | 38  | -6   |
|  | 14.  | Real Cassino            | 31 | 34 | 8  | 7  | 19 | 47  | 55  | -8   |
|  | 15.  | Team Nuova Florida (-1) | 28 | 34 | 7  | 8  | 19 | 36  | 58  | -22  |
|  | 16.  | Parioli                 | 27 | 34 | 8  | 3  | 23 | 31  | 69  | -38  |
|  | 17.  | Monte San Biagio        | 23 | 34 | 4  | 11 | 19 | 25  | 60  | -35  |
|  | 18.  | C.S. Primavera          | 5  | 34 | 1  | 2  | 31 | 14  | 186 | -172 |

Legenda:
      Promossa in Serie D 2025-2026.
      Ammessa ai play-off nazionali.
 Ai play-out.
      Retrocesse in Promozione Lazio.
Regolamento:
Tre punti a vittoria, uno a pareggio, zero a sconfitta.
In caso di arrivo a pari punti vale la classifica avulsa.
I play-out non verranno disputati se tra le squadre designate ci sarà un divario superiore agli 8 punti.
Note:
Il Team Nuova Florida ha scontato 1 punto di penalizzazione.
Il Montespaccato è stato poi ripescato in Serie D 2025-2026.
Il Team Nuova Florida è stata poi ripescato in Eccellenza Lazio 2025-2026 per carenza di organici.

### Risultati

#### Tabellone
|                    | Ana  | Arc  | Ast  | AtP  | CEu  | CSP  | Fer  | Gae  | Lod  | MSB  | Msp  | Pal  | Par  | RCa  | Roc  | TNF  | UPo  | Vis  |
| ------------------ | ---- | ---- | ---- | ---- | ---- | ---- | ---- | ---- | ---- | ---- | ---- | ---- | ---- | ---- | ---- | ---- | ---- | ---- |
| Anagni             | –––– | 0-1  | 3-2  | 1-1  | 1-1  | 4-0  | 2-1  | 1-1  | 3-3  | 2-0  | 1-0  | 2-0  | 4-0  | 1-2  | 2-1  | 1-0  | 1-3  | 1-0  |
| Arce               | 1-3  | –––– | 2-0  | 0-1  | 2-0  | 5-0  | 1-2  | 2-2  | 0-3  | 3-1  | 1-3  | 1-2  | 1-1  | 2-1  | 2-0  | 1-0  | 0-1  | 2-0  |
| Astrea             | 1-1  | 1-1  | –––– | 0-0  | 1-0  | 3-1  | 2-1  | 1-1  | 0-1  | 1-0  | 0-1  | 0-1  | 2-1  | 1-0  | 0-0  | 1-0  | 1-4  | 1-3  |
| Atl. Pontinia      | 0-1  | 2-0  | 0-3  | –––– | 2-1  | 4-0  | 2-2  | 1-2  | 0-3  | 0-0  | 0-1  | 1-1  | 5-0  | 2-3  | 1-1  | 1-0  | 0-1  | 1-1  |
| Campus Eur         | 3-2  | 1-0  | 0-1  | 2-1  | –––– | 6-0  | 0-2  | 2-1  | 2-1  | 1-0  | 0-3  | 1-1  | 2-1  | 1-2  | 0-3  | 1-1  | 1-4  | 2-0  |
| C.S. Primavera     | 1-7  | 0-4  | 1-8  | 0-2  | 1-2  | –––– | 1-5  | 2-12 | 0-4  | 1-1  | 0-8  | 2-5  | 0-2  | 1-0  | 0-6  | 0-7  | 0-8  | 0-5  |
| Ferentino          | 2-0  | 1-4  | 0-0  | 2-0  | 2-1  | 13-0 | –––– | 1-1  | 3-0  | 4-2  | 1-2  | 2-0  | 2-1  | 1-0  | 2-2  | 2-1  | 0-0  | 1-2  |
| Gaeta              | 2-0  | 1-1  | 0-2  | 2-0  | 3-2  | 4-1  | 3-0  | –––– | 1-1  | 6-1  | 2-3  | 0-1  | 1-0  | 1-1  | 1-2  | 0-0  | 3-2  | 2-1  |
| Lodigiani          | 2-1  | 2-1  | 1-0  | 0-0  | 2-1  | 5-1  | 3-2  | 2-0  | –––– | 3-0  | 1-2  | 2-1  | 2-0  | 4-0  | 4-0  | 4-1  | 3-3  | 2-1  |
| Monte San Biagio   | 1-4  | 0-1  | 1-1  | 2-3  | 1-1  | 2-0  | 2-2  | 0-1  | 2-2  | –––– | 0-2  | 0-0  | 2-1  | 1-1  | 1-1  | 1-0  | 0-4  | 1-0  |
| Montespaccato      | 3-0  | 1-1  | 2-1  | 5-0  | 4-0  | 11-0 | 0-1  | 1-1  | 1-2  | 3-0  | –––– | 3-0  | 2-1  | 3-1  | 2-0  | 3-0  | 2-1  | 3-2  |
| Paliano            | 3-2  | 3-1  | 3-1  | 6-3  | 3-3  | 5-0  | 1-3  | 2-3  | 1-5  | 1-1  | 1-2  | –––– | 2-0  | 1-1  | 1-1  | 3-0  | 0-3  | 4-4  |
| Parioli            | 1-3  | 1-3  | 1-0  | 1-1  | 0-1  | 6-0  | 1-5  | 1-4  | 0-1  | 1-0  | 0-6  | 2-4  | –––– | 1-0  | 1-0  | 3-1  | 0-4  | 0-3  |
| Real Cassino       | 1-3  | 0-1  | 4-2  | 2-0  | 2-3  | 14-0 | 0-1  | 2-3  | 0-0  | 1-0  | 1-5  | 1-5  | 1-1  | –––– | 2-0  | 0-2  | 1-2  | 0-0  |
| Roccasecca T.S.T.  | 2-0  | 0-2  | 3-0  | 0-3  | 0-0  | 2-0  | 0-0  | 0-1  | 0-1  | 0-0  | 0-1  | 2-0  | 0-1  | 2-0  | –––– | 3-1  | 0-2  | 0-2  |
| Team Nuova Florida | 1-2  | 2-7  | 0-0  | 3-2  | 1-1  | 0-0  | 1-1  | 2-1  | 3-4  | 2-1  | 2-1  | 0-4  | 2-0  | 0-0  | 1-1  | –––– | 0-1  | 0-1  |
| UniPomezia         | 2-0  | 2-0  | 4-0  | 2-1  | 5-1  | 14-1 | 1-0  | 3-0  | 2-1  | 3-0  | 2-1  | 3-1  | 2-1  | 3-2  | 4-0  | 5-1  | –––– | 3-0  |
| Vis Sezze          | 0-0  | 1-1  | 3-1  | 3-3  | 2-0  | 2-0  | 3-3  | 1-1  | 0-1  | 4-1  | 0-1  | 3-1  | 2-0  | 2-1  | 0-0  | 2-1  | 0-0  | –––– |

### Spareggi

#### Play-out
Il play-out tra la 13ª e la 16ª non si è disputato in quanto il divario tra le due squadre è superiore agli 8 punti.
|              | Risultati |               | Luogo e data                          |
| ------------ | --------- | ------------- | ------------------------------------- |
| Real Cassino | 1 - 0     | Nuova Florida | San Vittore del Lazio, 18 maggio 2025 |
|              |           |               |                                       |

## Supercoppa Eccellenza Lazio
In finale si incontrano il Valmontone, vincitore del girone A, e l'UniPomezia, squadra vincitrice del girone B, che, sul campo neutro di Monterotondo, si contendono il 2º trofeo regionale. A trionfare è la squadra pontina, aggiudicandosi così il suo 1º titolo.
|            | Risultati |            | Luogo e data                 |
| ---------- | --------- | ---------- | ---------------------------- |
| Valmontone | 0 - 1     | UniPomezia | Monterotondo, 18 maggio 2025 |
|            |           |            |                              |

## Coppa Italia Dilettanti - Fase regionale
In finale si incontrano il Montespaccato e il Valmontone che, sul neutro di Roma, al Salaria Sport Village, si contendono il 33º trofeo regionale. Ad aggiudicarsi il match è il Montespaccato, che conquista il suo primo titolo superando per 2-1 i rivali.
|               | Risultati |            | Luogo e data          |
| ------------- | --------- | ---------- | --------------------- |
| Montespaccato | 2-1       | Valmontone | Roma, 22 Gennaio 2025 |
|               |           |            |                       |